# Rötjärnen (Junsele socken, Ångermanland, 705765-155440)
Rötjärnen är en sjö i Sollefteå kommun i Ångermanland och ingår i Ångermanälvens huvudavrinningsområde.